# Link Lyman
William Roy Lyman (Table Rock, Nebraska, 30 de noviembre de 1898 – Barstow, California, 28 de diciembre de 1972), más conocido como Link Lyman, fue un jugador profesional estadounidense de fútbol americano que se desempeñó en la posición de offensive tackle en la National Football League (NFL). Es miembro del Salón de la Fama del Fútbol Americano Profesional.

## Carrera
Lyman jugó como profesional dos temporadas en Canton Bulldogs (1922-1923), luego pasó a Cleveland Bulldogs (1924), después regresó a Canton Bulldogs (1925), posteriormente se unió a Frankford Yellow Jackets (1925), y finalmente, pasó a Chicago Bears, donde jugó siete temporadas (1926-1928, 1930-1931, 1933-1934), y fue el equipo en el que se retiró.

## Reconocimiento
El 6 de septiembre de 1964 fue seleccionado para ser miembro del Salón de la Fama del Fútbol Americano Profesional.